# Андре Тестю
Андре Тестю (на френски: André Testut) е пилот от Формула 1.
Роден на 13 април 1926 година в Лион, Франция.

## Формула 1
Андре Тестю прави своя дебют във Формула 1 в Голямата награда на Монако през 1958 година. В световния шампионат записва 2 състезания, като не успява да запише точки. Състезава се с частен автомобил Мазерати.